# Franz Xaver Görlich
Franz Xaver Görlich (* 13. September 1801 in Baitzen, Kreis Frankenstein i. Schles., Provinz Schlesien; † 5. Juli 1881 in Liebenthal, Kreis Löwenberg, Provinz Schlesien) war ein deutscher römisch-katholischer Geistlicher, Chronist und Biograph.

## Leben
Görlichs Eltern waren der Maurer und Gartenstellenbesitzer Anton Görlich und Anna Maria, geb. Frosch, die acht Kinder hatten. Da Franz – später zog er den Vornamen Xaver vor – Lerneifer und Interesse an allem Schulischen gezeigt hatte, übergaben ihn seine Eltern 1815 dem Schullehrer Müller in Frömsdorf bei Münsterberg als Gehilfen, in der Absicht, ihn auf die berufliche Ausbildung zum Lehrer vorzubereiten. Er blieb bis zum Herbst 1816 in der Lehrstelle, ging dann jedoch vorzeitig unter dem Einfluss seines ältesten Bruders, eines Domchoralisten, nach Breslau, „um vorher einige Schulen zu besuchen“. Im Alter von 15 Jahren besuchte er seit Herbst 1816 das katholische Gymnasium in Breslau. Vom späteren Kapellmeister Hahn als Sänger ins Konvikt empfohlen, erhielt er dort Unterkunft und Verpflegung. 1824 bezog er die Universität Breslau, um Katholische Theologie zu studieren. Am 8. April 1828 wurde er zum Priester geweiht. Seine Primiz feierte im Hause des Freiherrn v. Saurma, der ihn auch materiell unterstützte. Gefördert wurde er außerdem von dem Kapellmeister Joseph Ignaz Schnabel, von dem Organisten Franz Wolf, dem Kunstmaler Hermann und dem Bildhauer Mächtig. In seinem Umfeld hatte er oft Gelegenheit, bekannte Sänger und Meister der Instrumentalmusik zu hören. 
Im Jahr 1828 wurde Görlich Kaplan in Schweidnitz, 1830 in Breslau. Nach einigen Jahren übernahm er den Religionsunterricht bei den Ursulinen, wurde 1834 Kurator am Breslauer St.-Adalbert-Stift, dann 1842 Pfarrer in Strehlen, wo er auch als Kreis-Schulinspektor tätig war, 1857 Pfarrer in Liebenthal, wo er zugleich als Seelsorger im Ursulinenkloster wirkte.
Görlich betätigte sich schriftstellerisch, lieferte Beiträge für die Schlesischen Provinzialblätter und war 1835 Mitbegründer des Schlesischen Kirchenblatts. Er verfasste mehrere Kloster-Chroniken, eine Lebensgeschichte der hl. Hedwig, Herzogin von Schlesien, und ist Autor einer Chronik der Stadt Strehlen. Er war Mitglied der Schlesischen Gesellschaft für vaterländische Kultur. Görlich, dessen Augenlicht sehr gelitten hatte und der deshalb nichts mehr veröffentlichen konnte, starb am 5. Juli 1881 und wurde in der Liebenthaler Klostergruft beigesetzt.

## Werke (Auswahl)
- Versuch einer Geschichte der Pfarrkirche zu Schweidnitz. Ein Beitrag zur schlesischen Kirchengeschichte, bei Gelegenheit der fünfhundertjährigen Jubelfeier obigen Gottes-Hauses. Schweidnitz 1830.
- Urkundliche Geschichte der Prämonstratenser und ihrer Abtei zum heiligen Vinzenz vor Breslau. Breslau 1836.(Digitalisat)
- Das Leben der heiligen Hedwig, Herzogin von Schlesien, als Andenken an die sechshundertjährige Jubelfeier ihres seligen Todes. Breslau 1843 (Digitalisat)
- Geschichte der Stadt Strehlen in Preußisch-Schlesien. Breslau 1853 (Digitalisat). (Rezension).
- Das Benediktiner-Jungfrauenkloster Liebenthal an der lausitz-böhmischen Grenze in Niederschlesien. Breslau 1864 (Digitalisat).